# Zawadówka

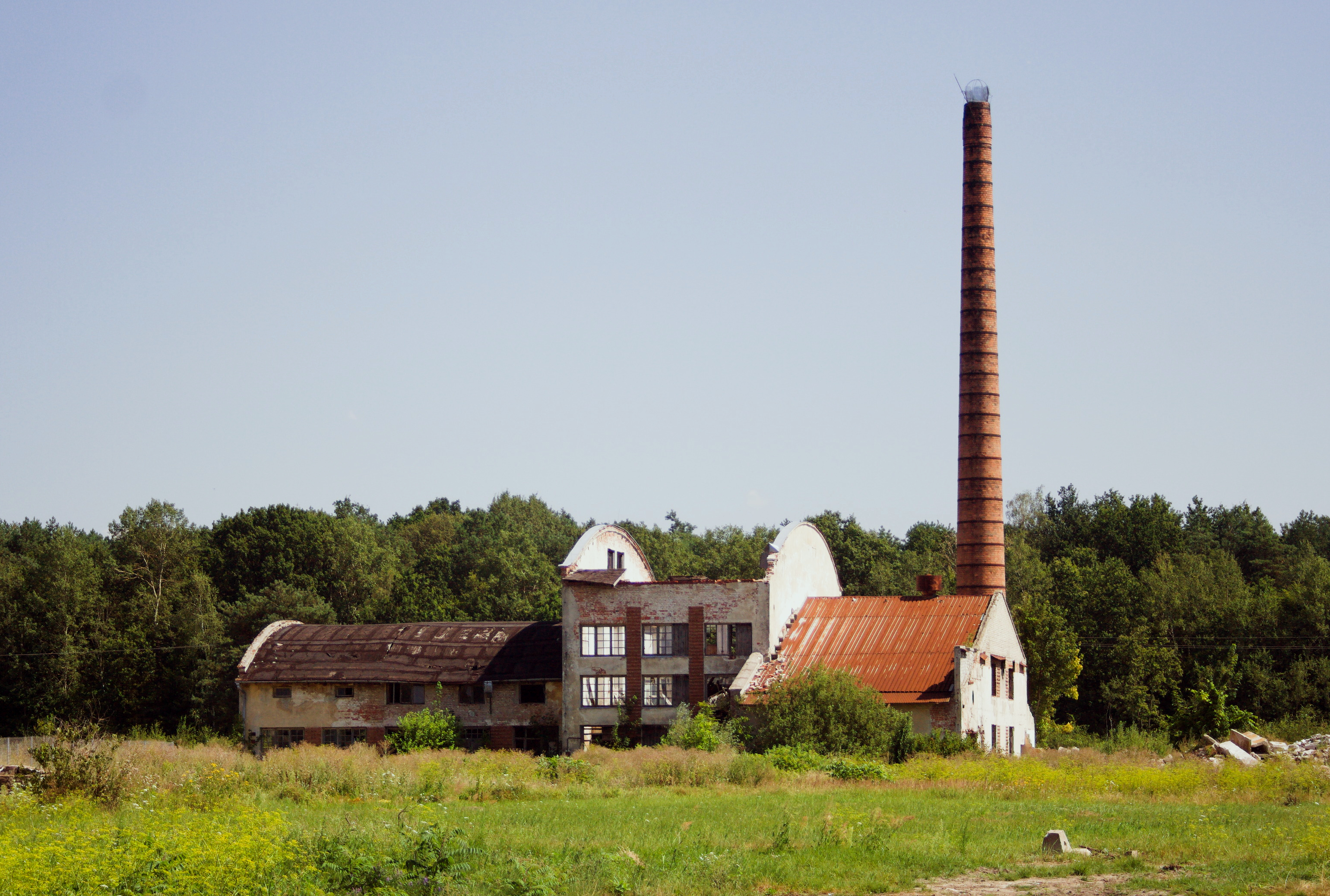
En förfallen fabrik i byn

Zawadówka är en by i Gmina Chełm i distriktet Chełm i Lublins vojvodskap i sydöstra Polen. Zawadówka hade 386 invånare år 2000.